# Bridget Jones's Baby
Bridget Jones's Baby (en España: Bridget Jones' Baby) es una película británica-estadounidense de comedia y romance de 2016, dirigida por Sharon Maguire, escrita por Helen Fielding, David Nicholls y Emma Thompson y protagonizada por Renée Zellweger como Bridget Jones, Colin Firth como Mark Darcy y Patrick Dempsey como Jack Qwant. Es la secuela de Bridget Jones: The Edge of Reason del año 2004. La película está basada en una columna de la escritora Helen Fielding y fue estrenada el 16 de septiembre de 2016.

## Sinopsis
En su cuadragésimo tercer cumpleaños, Bridget Jones asiste al funeral de Daniel Cleaver, presuntamente muerto después de un accidente aéreo. Ve a su ex Mark Darcy con su nueva esposa Camilla.
Bridget ahora trabaja como productora de televisión y es amiga íntima de la presentadora, Miranda. Después de pasar la noche de su cumpleaños sola, Bridget abraza su vida de soltera, aceptando la oferta de Miranda de ir a un festival de música donde conoce a un hombre llamado Jack. Más tarde esa noche, una Bridget borracha se mete en una yurta que cree que les pertenece a ella y a Miranda, pero que en realidad le pertenece a Jack. A pesar de la sorpresa, Jack la invita a quedarse y los dos tienen una aventura de una noche. Por la mañana, al encontrar la cama vacía, Bridget se va, sin darse cuenta de que Jack ha ido a traer el desayuno para los dos.
Al volver a casa, Bridget acude al bautizo del hijo menor de Jude, en el que es la madrina y a Mark se le ha pedido que sea el padrino en el último momento. Mark le dice que él y su mujer se están divorciando y que Camilla sólo estaba en el funeral por apoyo moral. Al darse cuenta de que todavía están enamorados, Bridget y Mark pasan la noche juntos. Mark dice que viajará temprano al día siguiente para ir a trabajar, por lo que Bridget sale antes de que el despierte, dejando una nota que le dice que reconectarse con él es demasiado doloroso.
Unas semanas después, Bridget se da cuenta de que está embarazada. Ella decide que quiere quedarse con el bebé a pesar de estar soltera, ya que podría ser su última oportunidad de tener un hijo. Después de una visita a la clínica de la Dra. Rawling, se da cuenta de que el padre podría ser Mark o Jack. Ella no puede contactar con Jack hasta que Miranda lo ve en un anuncio de televisión y se dan cuenta de que es Jack Qwant, un inventor multimillonario de un sitio web de citas.
Miranda conspira con Bridget para tener a Jack como invitado en su programa de noticias para que puedan tomar muestras de ADN para averiguar si Jack es el padre. Aunque Bridget intenta permanecer de incógnito, Jack la reconoce y le pregunta por qué se fue después de su noche juntos. Ella se disculpa y decide decirle que está embarazada y que él es el padre, sin mencionar a Mark. Inicialmente desconcertado por la responsabilidad de tener un hijo con un extraño, Jack se lanza al papel de padre. Bridget también le cuenta a Mark la noticia de que está tan emocionada ante la perspectiva de no poder encontrar el coraje para contarle lo de Jack. La Dra. Rawlings intenta administrar una prueba de ADN, pero Bridget decide no seguir adelante mientras su hijo todavía está en el útero, ya que está aterrorizada por el riesgo de aborto espontáneo.
Bridget invita a Jack a un evento de trabajo y se sorprende cuando Mark también aparece. Los dos hombres se encuentran, y los tres salen a cenar, donde Bridget finalmente admite que no está segura de quién es el padre. Aunque decepcionado, Jack toma bien las noticias, pero Mark está molesto y se marcha aunque eventualmente también se vuelve solidario. Mark y Jack eventualmente se ponen celosos el uno del otro y cuando Jack implica que él y Bridget tuvieron relaciones sexuales sin protección, Mark se va e ignora las llamadas de Bridget. Jack le pide que se mude con él, pero finalmente le confiesa a Bridget lo que le dijo a Mark. Molesta, Bridget se apresura a hablar con Mark, pero ve a su mujer llegar a su casa, por lo que se va.
Nueve meses después de su embarazo, Bridget tiene un incidente más en su trabajo y en vista de que está a punto de ser despedida decide renunciar conservando su dignidad, sin embargo después de reflexionar se da cuenta de que quizá no tenga lo necesario para sostenerse económicamente, pasando a una situación aún más terrible cuando se encuentra tratando de sacar dinero de su tarjeta pero sin poder recordar la contraseña furiosa sale del establecimiento dejando su bolso dentro, bajo la lluvia comienza a correr pero sin lograr encontrar ayuda decide quedarse al lado de la puerta de su casa, mientras un Mark algo confundido recuerda los bellos momentos que pasaron juntos y decide buscarla, a lo que llegando a la casa de Bridget la encuentra sentada en el suelo y empapada por la lluvia, después de que Bridget le pregunte por su mujer en su apartamento, él le dice que ella estaba allí para recoger sus últimas cosas, mientras tanto decide romper la ventana y así ambos poder entrar. Justo cuando están a punto de besarse, la fuente de Bridget se rompe. Cuando suena su teléfono para ir a trabajar, Mark lo tira por la ventana, lo que, aunque romántico, los deja sin un medio para pedir ayuda. Eventualmente llegan al hospital con la ayuda de Jack. Más tarde, Jack se disculpa con Mark por su comportamiento. Bridget da a luz a un niño, y sus amigos y padres vienen a visitarlos. Rawlings se lleva a Mark y Jack para realizar la prueba de ADN, y realmente se desean suerte mutuamente.
Un año después, Bridget está en la iglesia para su boda con Mark. Jack Qwant asiste como invitado y se aferra al hijo de Bridget y Mark, William Jones-Darcy.
Más tarde, un periódico en un banco revela que Daniel Cleaver ha sido encontrado con vida.

## Elenco
- Reneé Zellweger[4] como Bridget Jones
- Colin Firth como Mark Darcy.
- Patrick Dempsey como Jack Qwant.
- Jim Broadbent como Colin Jones.
- Gemma Jones como Pamela "Pam" Jones.
- Emma Thompson como Dra. Rawlings.
- Sally Phillips como Sharon "Shazza".
- Sarah Solemani como Miranda.
- Neil Pearson como Richard Finch.
- Kate O'Flynn como Alice Peabody.
- Shirley Henderson como Jude.
- James Callis como Tom.
- Joanna Scanlan como Cathy.
- Celia Imrie como Una Alconbury.
- Julian Rhind-Tutt como Fergus.
- Ben Willbond como Giles.
- Jessica Hynes como Magda.
- Ed Sheeran[5][6] como él mismo.

## Producción
En julio de 2009, Variety anunció que una tercera entrega de Bridget Jones estaba en las primeras etapas de desarrollo. Working Title Films confirmó que no se basaría en la novela de Bridget Jones escrita por Helen Fielding, sino que en su lugar se basaría en columnas que escribió para The Independent en 2005. En julio de 2011, Paul Feig estaba en conversaciones finales para dirigir la película. El 11 de agosto de 2011, los estudios de Universal Pictures y Working Title dieron luz verde a la tercera película. El 4 de octubre de 2011, se informó que Paul Feig había abandonado el proyecto debido a diferencias creativas con el título del trabajo, aunque se afirmó que sí había trabajado en la reciente versión del guion. La producción fue programada para comenzar en enero de 2012 con el elenco por regresar, incluyendo Renée Zellweger, Colin Firth y Hugh Grant. El 30 de noviembre de 2011, Peter Cattaneo fue confirmado para dirigir la secuela, titulada Bridget Jones's Baby, con un guion de Helen Fielding, Paul Feig y David Nichols. Los productores a bordo eran Tim Bevan y Eric Fellner de Working Title Films, junto con Jonathan Cavendish de Little Bird. El 3 de febrero de 2012, The Hollywood Reporter confirmó que la producción se había retrasado debido a diferencias creativas entre el guion de la película y los actores. Sin embargo, el productor confirmó que estaban trabajando en el guion y la película se haría como estaba previsto.
En abril de 2013, Colin Firth habló con el Chicago Sun-Times, afirmando que: "Por desgracia, puede ser un poco de una larga espera". Más adelante en la semana siguiente, los productores contrataron a Emma Thompson para volver a escribir el guion original escrito por Helen Fielding y David Nichols.
El 25 de junio de 2015, se informó de que las negociaciones finales para la película fueron pasando y Sharon Maguire, directora de la primera película volvería a dirigir esta tercera entrega.

### Casting
El 1 de marzo de 2011, se informó que tanto Renée Zellweger como Colin Firth estaban interesados en repetir sus papeles. El 3 de febrero de 2012, The Hollywood Reporter confirmó que la producción se había retrasado debido a diferencias creativas entre el guion y parte de los actores, especialmente Hugh Grant, a quien no le gustaba el guion y se salió del proyecto, aunque esto fue negado por el productor Tim Bevan. En una entrevista el 10 de octubre de 2014, Hugh Grant mencionó un guion existente para una secuela, aunque también expresó su desagrado por este, y declaró que no sería parte del reparto en la tercera película. Gemma Jones y Jim Broadbent también estaban en conversaciones para volver a la tercera película y unirse al elenco. El 9 de septiembre de 2015, Patrick Dempsey se unió al elenco de la película.
En las columnas que Helen Fielding escribió en su regreso a las columnas de The Independent en 2005 Bridget quedaba embarazada y las posibilidades eran de Mark o Daniel Cleaver y finalmente el padre era mark. Final muy diferente a la película. 
http://bridgetarchive.altervista.org/index2006.htm

### Rodaje
El rodaje de un corto periodo se inició en julio de 2015 en Dublín, donde las primeras escenas de la película se rodaron en el concierto de Ed Sheeran en Croke Park. El rodaje con el reparto real comenzó el 2 de octubre de 2015 en Londres. El 13 de octubre de 2015, el rodaje continuó en el Mercado Borough, Londres. Y, más tarde, en octubre en Windsor Great Park, en el camino color de rosa. El 26 de octubre de 2015, la filmación se llevó a cabo en una iglesia en Oxfordshire. El rodaje terminó el 27 de noviembre de 2015.

### Estreno
En octubre de 2015 se confirmó que la fecha de estreno sería el 16 de septiembre de 2016.

## Banda sonora
La banda sonora de la película incluye el sencillo "Still Falling for You", de Ellie Goulding, el cual fue lanzado el 19 de agosto de 2016. Además, se incluyen dos canciones instrumentales creadas por el compositor Craig Armstrong.
1. "Still Falling for You" de Ellie Goulding.
2. "Meteorite" de Years & Years.
3. "Reignite" de Knox Brown & Gallant.
4. "Thinking Out Loud" (Campfire Version) de Ed Sheeran.
5. "Hold My Hand" de Jess Glynne.
6. "Slave to the Vibe" de Billon.
7. "King" de Years & Years.
8. "Run" de Tiggs Da Author.
9. "Fuck You" de Lily Allen.
10. "The Hurting Time" de Annie Lennox.
11. "Jump Around" de House of Pain.
12. "That Lady, Pts. 1& 2" de The Isley Brothers.
13. "Walk On By" de Dionne Warwick.
14. "Just My Imagination (Running Away with Me)" de The Temptations.
15. "I Heard It Through the Grapevine" de Marvin Gaye.
16. "We Are Family" de Sister Sledge.
17. "Ain't No Stoppin' Us Now" de McFadden & Whitehead.
18. "Race to Mark's Flat" de Craig Armstrong.
19. "Wedding" de Craig Armstrong.

### Otras canciones
Otras canciones en la película no incluidas en la banda sonora son:
- "All by Myself" de Jamie O'Neal.
- "Blue Treacle" de Jaq.
- "King (The Magician Remix)" de Years & Years.
- "Sing" de Ed Sheeran.
- "Gangnam Style" de PSY.
- "Lets get it on" de Marvin Gaye.
- "Right as rain" de Adele.
- "That's amore" de Dean Martin.
- "Stay" de Rihanna featuring Mikky Ekko.
- "Sleigh Ride" de The Ronettes.
- "Mambo italiano" de Carla Boni.
- "Up Where We Belong" de Joe Cocker and Jennifer Warnes.